# Mešita v Lemesosu
Mešita Djami Kepir (řecky Τζαμί Κεμι Κεμπίρ στη Λεμεσό) v Lemesosu je největší a nejstarší mešitou ve městě Lemesos na Kypru. Původně se jednalo o byzantskou katedrálu. Byla postavená během okupace Kypru Osmanskou říší. V objektu se nachází dvě mešity.

## Původní křesťanská katedrála
Stará mešita byla postavena v 16. století na základech křesťanské katedrály Agia Ekaterini (Svaté Kateřiny).
Zbytky původní katedrály je možno vidět z ulice Genethliou Mitellla. Jedná se o dvě pěticípé apsidy objevené při výstavbě kanalizace roku 1993. Rok výstavby není jasný, ale předpokládá se výstavba v osmém století. I tato katedrála byla postavena na zbytcích staršího byzantského kostela z pátého až sedmého století.
Původní kostel i nový byl byzantský ortodoxní. Byly exhumovány ostatky biskupa ze 13. století. Byly nalezeny části kamenného sarkofágu z nejstaršího kostela, který byl pravděpodobně zasvěcen místnímu světci (pravděpodobně svatému Tychiku či svatému Nemesiu. V roce 1491 byla katedrála poškozena zemětřesením, ale dál se využívala.

## Stará mešita
V roce 1571 Osmanská říše dobyla Kypr. Nejstarší zmínka o přestavbě kostela na mešitu pochází z roku 1583 od cestovatele Villamena, který uvádí, že mešita byla postavena stejným způsobem jako současný kostel. V roce 1894 byla mešita poškozena povodní, načež byla v roce 1904 vystavěna v současné podobě.

## Nová mešita
Zatímco mešita pochází z 16. století, nová mešita byla postavena roku 1825 a jejím architektem byl Koprulu Ibrahim Agha. Vnitřek mešity je rozdělen sloupy do šesti částí. Vedle mešity se nachází islámský hřbitov, kde je pohřben paša Sulejman. Na hrobech jsou nápisy v osmanském a perském písmu.